# Louis Joël
Pour les articles homonymes, voir Joël.
Louis Joël, né le 25 juillet 1823 à Lausanne et mort le 30 novembre 1892 à Lausanne, est un architecte et une personnalité politique suisse, membre du Parti libéral suisse.

## Biographie
De confession protestante, originaire de Cossonay, Louis Joël est le fils de Gabriel-Jean Joël, chef comptable au Département des finances, et de Jeanne-Rose-Louise Haeusser. Il épouse en 1853 Adèle Burnand. Après des études d'architecture, il fait des stages en France et en Angleterre avant d'être inspecteur des travaux publics de la ville de Lausanne entre 1851 et 1857. Il est notamment l'auteur du projet de percement de la rue Haldimand (1857-1861) et des plans du nouveau quai d'Ouchy qui est construit en 1858. Il obtient la bourgeoisie de Lausanne en 1853. Dans l'armée, il a le grade de lieutenant-colonel, chef d'arme cantonal du génie dès 1863.

### Carrière politique
Membre du Parti libéral suisse, Louis Joël est le syndic de Lausanne entre le 28 janvier 1867 et le 16 avril 1882 à une époque de grandes transformations et de réalisations urbanistiques. Il est en outre député au Grand Conseil vaudois entre 1859 et 1864 et entre 1869 et 1881,.